# Rajd Świdnicki 2014
42. Rajd Świdnicki KRAUSE – 42. edycja Rajdu Świdnickiego. Był to rajd samochodowy, który był rozgrywany od 11 do 13 kwietnia 2014 roku. Bazą rajdu była Świdnica. Była to druga runda Rajdowych Samochodowych Mistrzostw Polski w roku 2014. Rajd był zarazem druga rundą Rajdowego Pucharu Polski w roku 2014. Organizatorem rajdu był Automobilklub Sudecki.
Rajd wygrał w swoim dwudziestym drugim stracie w RSMP Wojciech Chuchała jadący Frodem Fiestą R5, było to pierwsze zwycięstwo tego zawodnika w zawodach tej rangi. Chuchała zdominował zawody wygrywając dziesięć z dwunastu odcinków specjalnych. Wyprzedził on o ponad pół minuty drugiego na mecie Grzegorza Grzyba. Trzecie miejsce zajął Tomasz Kuchar.

## Zwycięzcy odcinków specjalnych[4]
| Dzień       | Numer odcinka | Nazwa odcinka       | Długość  | Zwycięzca odcinka                       | Nr Sam. | Samochód          | Czas    | Lider rajdu                             |
| ----------- | ------------- | ------------------- | -------- | --------------------------------------- | ------- | ----------------- | ------- | --------------------------------------- |
| Etap 1      |               |                     |          |                                         |         |                   |         |                                         |
| 11 kwietnia | OS1           | Świdnica 1          | 3,00 km  | Wojciech Chuchała Sebastian Rozwadowski | 2       | Ford Fiesta R5    | 2:13.1  | Wojciech Chuchała Sebastian Rozwadowski |
| 11 kwietnia | OS2           | Świdnica 2          | 3,00 km  | Wojciech Chuchała Sebastian Rozwadowski | 2       | Ford Fiesta R5    | 2:11.2  | Wojciech Chuchała Sebastian Rozwadowski |
| 12 kwietnia | OS3           | Podlesie-Walim 1    | 22,00 km | Wojciech Chuchała Sebastian Rozwadowski | 2       | Ford Fiesta R5    | 12:57.9 | Wojciech Chuchała Sebastian Rozwadowski |
| 12 kwietnia | OS4           | Walim-Kamionki 1    | 21,95 km | Wojciech Chuchała Sebastian Rozwadowski | 2       | Ford Fiesta R5    | 11:54.2 | Wojciech Chuchała Sebastian Rozwadowski |
| 12 kwietnia | OS5           | Podlesie-Walim 2    | 22,00 km | Wojciech Chuchała Sebastian Rozwadowski | 2       | Ford Fiesta R5    | 12:49.2 | Wojciech Chuchała Sebastian Rozwadowski |
| 12 kwietnia | OS6           | Walim-Kamionki 2    | 21,95 km | Wojciech Chuchała Sebastian Rozwadowski | 2       | Ford Fiesta R5    | 11:45.1 | Wojciech Chuchała Sebastian Rozwadowski |
| Etap 2      |               |                     |          |                                         |         |                   |         | Wojciech Chuchała Sebastian Rozwadowski |
| 13 kwietnia | OS7           | Rościszów-Walim 1   | 8,40 km  | Grzegorz Grzyb Daniel Siatkowski        | 1       | Skoda Fabia S2000 | 4:54.1  | Wojciech Chuchała Sebastian Rozwadowski |
| 13 kwietnia | OS8           | Srebrna-Jodłownik 1 | 15,00 km | Wojciech Chuchała Sebastian Rozwadowski | 2       | Ford Fiesta R5    | 7:33.1  | Wojciech Chuchała Sebastian Rozwadowski |
| 13 kwietnia | OS9           | Kamionki-Miłków 1   | 13,10 km | Wojciech Chuchała Sebastian Rozwadowski | 2       | Ford Fiesta R5    | 6:51.2  | Wojciech Chuchała Sebastian Rozwadowski |
| 13 kwietnia | OS10          | Rościszów-Walim 2   | 8,40 km  | Grzegorz Grzyb Daniel Siatkowski        | 1       | Skoda Fabia S2000 | 4:44.8  | Wojciech Chuchała Sebastian Rozwadowski |
| 13 kwietnia | OS11          | Srebrna-Jodłownik 2 | 15,00 km | Wojciech Chuchała Sebastian Rozwadowski | 2       | Ford Fiesta R5    | 7:32.1  | Wojciech Chuchała Sebastian Rozwadowski |
| 13 kwietnia | OS12          | Kamionki-Miłków 2   | 13,10 km | Wojciech Chuchała Sebastian Rozwadowski | 2       | Ford Fiesta R5    | 6:48.9  | Wojciech Chuchała Sebastian Rozwadowski |

## Wyniki etapu 1 (dzień 1, OS1-OS6)[5]
| Miejsce                | Kierowca          | Pilot                 | Samochód                    | Czas    | Strata  | Grupa Klasa | Punkty |
| ---------------------- | ----------------- | --------------------- | --------------------------- | ------- | ------- | ----------- | ------ |
| Klasyfikacja generalna |                   |                       |                             |         |         |             |        |
| 1                      | Wojciech Chuchała | Sebastian Rozwadowski | Ford Fiesta R5              | 53:50.7 | -       | 2           | 15     |
| 2                      | Grzegorz Grzyb    | Daniel Siatkowski     | Skoda Fabia S2000           | 54:17.8 | +0:27.1 | 2           | 12     |
| 3                      | Tomasz Kuchar     | Daniel Dymurski       | Peugeot 207 S2000           | 54:34.8 | +0:44.1 | 2           | 10     |
| 4                      | Maciej Oleksowicz | Michał Kuśnierz       | Ford Fiesta R5              | 55:14.9 | +1:24.2 | 2           | 8      |
| 5                      | Maciej Rzeźnik    | Przemysław Mazur      | Ford Fiesta R5              | 55:18.3 | +1:27.6 | 2           | 6      |
| 6                      | Tomasz Kasperczyk | Damian Syty           | Ford Fiesta R5              | 55:49.3 | +1:58.6 | 2           | 5      |
| 7                      | Sebastian Frycz   | Tomasz Spurek         | Subaru Impreza STi          | 56:51.1 | +3:00.4 | 3           | 4      |
| 8                      | Tomasz Gryc       | Przemysław Zawada     | Mitsubishi Lancer EVO IX    | 57:42.6 | +3:51.9 | 3           | 3      |
| 9                      | Tomasz Czopik     | Jacek Rathe           | Skoda Fabia S2000           | 57:55.3 | +4:04.6 | 2           | 2      |
| 10                     | Jarek Sławomir    | Łukasz Lachtera       | BMW M3                      | 58:24.0 | +4:33.3 | OPEN HR     | *      |
| 11                     | Łukasz Habaj      | Piotr Woś             | Mitsubishi Lancer EVO IX R4 | 58:43.1 | +4:52.4 | 2           | 1      |

1. ↑  Nieliczony w klasyfikacji generalnej

## Wyniki etapu 2 (dzień 2, OS7-OS12)[6]
| Miejsce                | Kierowca          | Pilot                 | Samochód                    | Czas    | Strata  | Grupa Klasa | Punkty |
| ---------------------- | ----------------- | --------------------- | --------------------------- | ------- | ------- | ----------- | ------ |
| Klasyfikacja generalna |                   |                       |                             |         |         |             |        |
| 1                      | Wojciech Chuchała | Sebastian Rozwadowski | Ford Fiesta R5              | 38:27.9 | -       | 2           | 15     |
| 2                      | Grzegorz Grzyb    | Daniel Siatkowski     | Skoda Fabia S2000           | 38:37.0 | +0:09.1 | 2           | 12     |
| 3                      | Łukasz Habaj      | Piotr Woś             | Mitsubishi Lancer EVO IX R4 | 38:49.0 | +0:21.1 | 2           | 10     |
| 4                      | Tomasz Kuchar     | Daniel Dymurski       | Peugeot 207 S2000           | 38:54.9 | +0:27.0 | 2           | 8      |
| 5                      | Maciej Rzeźnik    | Przemysław Mazur      | Ford Fiesta R5              | 39:10.0 | +0:42.1 | 2           | 6      |
| 6                      | Maciej Oleksowicz | Michał Kuśnierz       | Ford Fiesta R5              | 40:03.4 | +1:35.5 | 2           | 5      |
| 7                      | Tomasz Czopik     | Jacek Rathe           | Skoda Fabia S2000           | 40:18.1 | +1:50.2 | 2           | 4      |
| 8                      | Tomasz Kasperczyk | Damian Syty           | Ford Fiesta R5              | 40:27.0 | +1:59.1 | 2           | 3      |
| 9                      | Tomasz Gryc       | Przemysław Zawada     | Mitsubishi Lancer EVO IX    | 40:37.6 | +2:09.7 | 3           | 2      |
| 10                     | Sebastian Frycz   | Tomasz Spurek         | Subaru Impreza STi          | 40:41.9 | +2:14.0 | 3           | 1      |

## Wyniki końcowe rajdu[7]
| Miejsce                | Kierowca          | Pilot                 | Samochód                    | Czas      | Strata  | Grupa Klasa | Punkty |
| ---------------------- | ----------------- | --------------------- | --------------------------- | --------- | ------- | ----------- | ------ |
| Klasyfikacja generalna |                   |                       |                             |           |         |             |        |
| 1                      | Wojciech Chuchała | Sebastian Rozwadowski | Ford Fiesta R5              | 1:32:18.6 | -       | 2           | 15     |
| 2                      | Grzegorz Grzyb    | Daniel Siatkowski     | Skoda Fabia S2000           | 1:32:54.8 | +0:36.2 | 2           | 12     |
| 3                      | Tomasz Kuchar     | Daniel Dymurski       | Peugeot 207 S2000           | 1h33:29.7 | +1:11.1 | 2           | 10     |
| 4                      | Maciej Rzeźnik    | Przemysław Mazur      | Ford Fiesta R5              | 1:34:28.3 | +2:09.7 | 2           | 8      |
| 5                      | Maciej Oleksowicz | Michał Kuśnierz       | Ford Fiesta R5              | 1:35:18.3 | +2:59.7 | 2           | 6      |
| 6                      | Tomasz Kasperczyk | Damian Syty           | Ford Fiesta R5              | 1:36:16.3 | +3:57.7 | 2           | 5      |
| 7                      | Łukasz Habaj      | Piotr Woś             | Mitsubishi Lancer EVO IX R4 | 1:37:32.1 | +5:13.5 | 2           | 4      |
| 8                      | Sebastian Frycz   | Tomasz Spurek         | Subaru Impreza STi          | 1:37:33.0 | +5:14.4 | 3           | 3      |
| 9                      | Tomasz Czopik     | Jacek Rathe           | Skoda Fabia S2000           | 1:38:13.4 | +5:54.8 | 2           | 2      |
| 10                     | Tomasz Gryc       | Przemysław Zawada     | Mitsubishi Lancer EVO IX    | 1:38:20.2 | +6:01.6 | 3           | 1      |

## Klasyfikacja generalna kierowców RSMP po 2 rundach
We wszystkich rundach prowadzona jest osobna klasyfikacja dla obu dni rajdu (etapów), w której punkty przyznawano według klucza:
| Miejsce | 1  | 2  | 3  | 4 | 5 | 6 | 7 | 8 | 9 | 10 |
| Punkty  | 15 | 12 | 10 | 8 | 6 | 5 | 4 | 3 | 2 | 1  |

Ponadto, zawodnikom, którzy ukończyli rajd bez korzystania z systemu Rally 2, przyznawano dodatkowe punkty ze względu na klasyfikację generalną całego rajdu według takiego samego klucza 15-12-10-8-6-5-4-3-2-1. W przypadku gdyby do danego rajdu zgłosiło się mniej niż 10 załóg, klucz punktacji w takim rajdzie zostałby zmieniony. Zawodnicy którzy wycofali się w drugim dniu rajdu nie otrzymywali punktów za dzień pierwszy (nie byli klasyfikowani w rajdzie). Do klasyfikacji wliczanych będzie 6 z 7 najlepszych wyników (licząc według zdobyczy punktowych w każdym rajdzie).
| Poz. | Kierowca                                | Arłamów                                 | Arłamów                                 | Arłamów                                 | Świdnicki                               | Świdnicki                                                                   | Świdnicki                                                                   | Karkonoski                                                                  | Karkonoski                                                                  | Karkonoski                                                                  | Rzeszowski                                                                  | Rzeszowski                                                                  | Rzeszowski                                                                  | Wisły                                                                       | Wisły                                                                       | Wisły                                                                       | Nadwiślański                                                                | Nadwiślański                                                                | Nadwiślański                                                                | Dolnośląski                                                                 | Dolnośląski                                                                 | Dolnośląski                                                                 | Suma punktów                                                                |
| Poz. | Kierowca                                | D1                                      | D2                                      | G                                       | D1                                      | D2                                                                          | G                                                                           | D1                                                                          | D2                                                                          | G                                                                           | D1                                                                          | D2                                                                          | G                                                                           | D1                                                                          | D2                                                                          | G                                                                           | D1                                                                          | D2                                                                          | G                                                                           | D1                                                                          | D2                                                                          | G                                                                           | Suma punktów                                                                |
| ---- | --------------------------------------- | --------------------------------------- | --------------------------------------- | --------------------------------------- | --------------------------------------- | --------------------------------------------------------------------------- | --------------------------------------------------------------------------- | --------------------------------------------------------------------------- | --------------------------------------------------------------------------- | --------------------------------------------------------------------------- | --------------------------------------------------------------------------- | --------------------------------------------------------------------------- | --------------------------------------------------------------------------- | --------------------------------------------------------------------------- | --------------------------------------------------------------------------- | --------------------------------------------------------------------------- | --------------------------------------------------------------------------- | --------------------------------------------------------------------------- | --------------------------------------------------------------------------- | --------------------------------------------------------------------------- | --------------------------------------------------------------------------- | --------------------------------------------------------------------------- | --------------------------------------------------------------------------- |
| 1    | Wojciech Chuchała                       | 3                                       | 2                                       | 3                                       | 1                                       | 1                                                                           | 1                                                                           |                                                                             |                                                                             |                                                                             |                                                                             |                                                                             |                                                                             |                                                                             |                                                                             |                                                                             |                                                                             |                                                                             |                                                                             |                                                                             |                                                                             |                                                                             | 77                                                                          |
| 2    | Grzegorz Grzyb                          | 1                                       | 4                                       | 1                                       | 2                                       | 2                                                                           | 2                                                                           |                                                                             |                                                                             |                                                                             |                                                                             |                                                                             |                                                                             |                                                                             |                                                                             |                                                                             |                                                                             |                                                                             |                                                                             |                                                                             |                                                                             |                                                                             | 74                                                                          |
| 3    | Tomasz Kuchar                           | 4                                       | 3                                       | 5                                       | 3                                       | 4                                                                           | 3                                                                           |                                                                             |                                                                             |                                                                             |                                                                             |                                                                             |                                                                             |                                                                             |                                                                             |                                                                             |                                                                             |                                                                             |                                                                             |                                                                             |                                                                             |                                                                             | 52                                                                          |
| 4    | Maciej Oleksowicz                       | 5                                       | 1                                       | 4                                       | 4                                       | 6                                                                           | 5                                                                           |                                                                             |                                                                             |                                                                             |                                                                             |                                                                             |                                                                             |                                                                             |                                                                             |                                                                             |                                                                             |                                                                             |                                                                             |                                                                             |                                                                             |                                                                             | 48                                                                          |
| 5    | Łukasz Habaj                            | 2                                       | 5                                       | 2                                       | 10                                      | 3                                                                           | 7                                                                           |                                                                             |                                                                             |                                                                             |                                                                             |                                                                             |                                                                             |                                                                             |                                                                             |                                                                             |                                                                             |                                                                             |                                                                             |                                                                             |                                                                             |                                                                             | 45                                                                          |
| 6    | Tomasz Kasperczyk                       | 7                                       | 7                                       | 6                                       | 6                                       | 8                                                                           | 6                                                                           |                                                                             |                                                                             |                                                                             |                                                                             |                                                                             |                                                                             |                                                                             |                                                                             |                                                                             |                                                                             |                                                                             |                                                                             |                                                                             |                                                                             |                                                                             | 26                                                                          |
| 7    | Maciej Rzeźnik                          | NU                                      | 6                                       | NK                                      | 5                                       | 5                                                                           | 4                                                                           |                                                                             |                                                                             |                                                                             |                                                                             |                                                                             |                                                                             |                                                                             |                                                                             |                                                                             |                                                                             |                                                                             |                                                                             |                                                                             |                                                                             |                                                                             | 25                                                                          |
| 8    | Tomasz Czopik                           | 10                                      | 8                                       | 10                                      | 9                                       | 7                                                                           | 9                                                                           |                                                                             |                                                                             |                                                                             |                                                                             |                                                                             |                                                                             |                                                                             |                                                                             |                                                                             |                                                                             |                                                                             |                                                                             |                                                                             |                                                                             |                                                                             | 13                                                                          |
| 9    | Dominykas Butvilas                      | 6                                       | 13                                      | 7                                       | 29                                      | 11                                                                          | 22                                                                          |                                                                             |                                                                             |                                                                             |                                                                             |                                                                             |                                                                             |                                                                             |                                                                             |                                                                             |                                                                             |                                                                             |                                                                             |                                                                             |                                                                             |                                                                             | 9                                                                           |
| 10   | Sebastian Frycz                         |                                         |                                         |                                         | 7                                       | 10                                                                          | 8                                                                           |                                                                             |                                                                             |                                                                             |                                                                             |                                                                             |                                                                             |                                                                             |                                                                             |                                                                             |                                                                             |                                                                             |                                                                             |                                                                             |                                                                             |                                                                             | 8                                                                           |
| 11   | Tomasz Gryc                             | 12                                      | 9                                       | 12                                      | 8                                       | 9                                                                           | 10                                                                          |                                                                             |                                                                             |                                                                             |                                                                             |                                                                             |                                                                             |                                                                             |                                                                             |                                                                             |                                                                             |                                                                             |                                                                             |                                                                             |                                                                             |                                                                             | 8                                                                           |
| 12   | Grzegorz Dul                            | 8                                       | 10                                      | 8                                       |                                         |                                                                             |                                                                             |                                                                             |                                                                             |                                                                             |                                                                             |                                                                             |                                                                             |                                                                             |                                                                             |                                                                             |                                                                             |                                                                             |                                                                             |                                                                             |                                                                             |                                                                             | 7                                                                           |
| 13   | Marcin Gagacki                          | 9                                       | 11                                      | 9                                       | NU                                      |                                                                             | NK                                                                          |                                                                             |                                                                             |                                                                             |                                                                             |                                                                             |                                                                             |                                                                             |                                                                             |                                                                             |                                                                             |                                                                             |                                                                             |                                                                             |                                                                             |                                                                             | 4                                                                           |
|      | Klucz punktacji: 15-12-10-8-6-5-4-3-2-1 | Klucz punktacji: 15-12-10-8-6-5-4-3-2-1 | Klucz punktacji: 15-12-10-8-6-5-4-3-2-1 | Klucz punktacji: 15-12-10-8-6-5-4-3-2-1 | Klucz punktacji: 15-12-10-8-6-5-4-3-2-1 | Oznaczenia: NU - nie ukończył, DK - dyskwalifikacja, NK - niesklasyfikowany | Oznaczenia: NU - nie ukończył, DK - dyskwalifikacja, NK - niesklasyfikowany | Oznaczenia: NU - nie ukończył, DK - dyskwalifikacja, NK - niesklasyfikowany | Oznaczenia: NU - nie ukończył, DK - dyskwalifikacja, NK - niesklasyfikowany | Oznaczenia: NU - nie ukończył, DK - dyskwalifikacja, NK - niesklasyfikowany | Oznaczenia: NU - nie ukończył, DK - dyskwalifikacja, NK - niesklasyfikowany | Oznaczenia: NU - nie ukończył, DK - dyskwalifikacja, NK - niesklasyfikowany | Oznaczenia: NU - nie ukończył, DK - dyskwalifikacja, NK - niesklasyfikowany | Oznaczenia: NU - nie ukończył, DK - dyskwalifikacja, NK - niesklasyfikowany | Oznaczenia: NU - nie ukończył, DK - dyskwalifikacja, NK - niesklasyfikowany | Oznaczenia: NU - nie ukończył, DK - dyskwalifikacja, NK - niesklasyfikowany | Oznaczenia: NU - nie ukończył, DK - dyskwalifikacja, NK - niesklasyfikowany | Oznaczenia: NU - nie ukończył, DK - dyskwalifikacja, NK - niesklasyfikowany | Oznaczenia: NU - nie ukończył, DK - dyskwalifikacja, NK - niesklasyfikowany | Oznaczenia: NU - nie ukończył, DK - dyskwalifikacja, NK - niesklasyfikowany | Oznaczenia: NU - nie ukończył, DK - dyskwalifikacja, NK - niesklasyfikowany | Oznaczenia: NU - nie ukończył, DK - dyskwalifikacja, NK - niesklasyfikowany | Oznaczenia: NU - nie ukończył, DK - dyskwalifikacja, NK - niesklasyfikowany |

## Wyniki RPP
Do drugiej rundy Rajdowego Pucharu Polski zgłosiło się 48 zawodników, którzy rywalizowali na sześciu OS-ach, do mety dojechało 33 zawodników.

### Klasyfikacja generalna 2 rundy RPP[9]
| Miejsce                | Kierowca           | Pilot               | Samochód                 | Czas    | Strata  | Grupa Klasa | Punkty |
| ---------------------- | ------------------ | ------------------- | ------------------------ | ------- | ------- | ----------- | ------ |
| Klasyfikacja generalna |                    |                     |                          |         |         |             |        |
| 1                      | Jakub Brzeziński   | Grzegorz Czarnecki  | Citroen C2 R2            | 42:50.3 | -       | 6RPP        | 15     |
| 2                      | Damian Łata        | Michał Trela        | Mitsubishi Lancer EVO IX | 43:02.6 | +0:12.3 | N4/31       | *      |
| 3                      | Hubert Palider     | Mateusz Fortuna     | Honda Civic Type R       | 43:06.2 | +0:15.9 | 5RPP        | 12     |
| 4                      | Marek Kluszczyński | Krzysztof Marschal  | Subaru Impreza 555       | 43:11.9 | +0:21.6 | HRPP+20     | *      |
| 5                      | Tomasz Hupało      | Rafał Fiołek        | Citroen C2 R2            | 43:43.6 | +0:53.3 | 6RPP        | 10     |
| 6                      | Damian Wawrzyczek  | Marcin Gaś          | Honda Civic VTI          | 43:47.3 | +0:57.0 | 6RPP        | 8      |
| 7                      | Grzegorz Musz      | Bogusław Browiński  | Honda Civic Type R       | 43:49.7 | +0:59.4 | 5RPP        | 6      |
| 8                      | Oskar Lubieński    | Adam Jaros          | Honda Civic Type R       | 43:57.9 | +1:07.6 | 5RPP        | 5      |
| 9                      | Jarosław Klonowski | Jarosław Hryniuk    | Mitsubishi Lancer EVO IX | 44:04.3 | +1:14.0 | N4/31       | *      |
| 10                     | Dawid Sawko        | Bartosz Sajdak      | Renault Clio             | 44:21.1 | +1:30.8 | 8RPP        | 4      |
| 11                     | Dariusz Topolewski | Filip Biesek        | Mitsubishi Lancer EVO IX | 44:22.7 | +1:32.4 | N4/31       | *      |
| 12                     | Robert Kraus       | Michał Majewski     | Peugeot 208 Vti R2       | 44:35.2 | +1:44.9 | 6RPP        | 3      |
| 13                     | Grzegorz Świątecki | Michał Miklaszewski | Citroen C2 R2 Max        | 44:57.7 | +2:07.4 | 6RPP        | 2      |
| 14                     | Piotr Kalinowski   | Piotr Białowąs      | Renault Clio Sport       | 45:18.3 | +2:28.0 | 8RPP        | 1      |

1. 1 2 3 4  Nieliczeni w klasyfikacji generalnej

### Klasyfikacja generalna kierowców RPP po 2 rundach
Punkty przyznawano według klucza:
| Miejsce | 1  | 2  | 3  | 4 | 5 | 6 | 7 | 8 | 9 | 10 |
| Punkty  | 15 | 12 | 10 | 8 | 6 | 5 | 4 | 3 | 2 | 1  |

W przypadku gdyby do danego rajdu zgłosiło się mniej niż 10 załóg, klucz punktacji w takim rajdzie zostałby zmieniony. Do klasyfikacji wliczanych będzie 7 z 9 najlepszych wyników (licząc według zdobyczy punktowych w każdym rajdzie). W klasyfikacji rocznej uwzględnieni będą tylko zawodnicy, którzy zostaną sklasyfikowani w minimum dwóch rundach.
| Poz. | Kierowca                                | Arłamów                                 | Świdnicki                               | Karkonoski                              | Baltic Cup                                                                  | Rzeszowski                                                                  | Wisły                                                                       | Nadwiślański                                                                | Dolnośląski                                                                 | Barbórka                                                                    | Suma punktów                                                                |
| ---- | --------------------------------------- | --------------------------------------- | --------------------------------------- | --------------------------------------- | --------------------------------------------------------------------------- | --------------------------------------------------------------------------- | --------------------------------------------------------------------------- | --------------------------------------------------------------------------- | --------------------------------------------------------------------------- | --------------------------------------------------------------------------- | --------------------------------------------------------------------------- |
| 1    | Hubert Palider                          | 1                                       | 2                                       |                                         |                                                                             |                                                                             |                                                                             |                                                                             |                                                                             |                                                                             | 27                                                                          |
| 2    | Tomasz Hupało                           | 2                                       | 3                                       |                                         |                                                                             |                                                                             |                                                                             |                                                                             |                                                                             |                                                                             | 22                                                                          |
| 3    | Jakub Brzeziński                        |                                         | 1                                       |                                         |                                                                             |                                                                             |                                                                             |                                                                             |                                                                             |                                                                             | 15                                                                          |
| 4    | Damian Wawrzyczek                       | 5                                       | 4                                       |                                         |                                                                             |                                                                             |                                                                             |                                                                             |                                                                             |                                                                             | 14                                                                          |
| 5    | Radosław Pogan                          | 3                                       |                                         |                                         |                                                                             |                                                                             |                                                                             |                                                                             |                                                                             |                                                                             | 10                                                                          |
| 6    | Rafał Kręcioch                          | 4                                       |                                         |                                         |                                                                             |                                                                             |                                                                             |                                                                             |                                                                             |                                                                             | 8                                                                           |
| 7    | Dawid Sawko                             | 7                                       | 7                                       |                                         |                                                                             |                                                                             |                                                                             |                                                                             |                                                                             |                                                                             | 8                                                                           |
| 8    | Grzegorz Musz                           | NU                                      | 5                                       |                                         |                                                                             |                                                                             |                                                                             |                                                                             |                                                                             |                                                                             | 6                                                                           |
| 9    | Piotr Kalinowski                        | 6                                       | 10                                      |                                         |                                                                             |                                                                             |                                                                             |                                                                             |                                                                             |                                                                             | 6                                                                           |
| 10   | Oskar Lubieński                         |                                         | 6                                       |                                         |                                                                             |                                                                             |                                                                             |                                                                             |                                                                             |                                                                             | 5                                                                           |
| 11   | Robert Kraus                            | 13                                      | 8                                       |                                         |                                                                             |                                                                             |                                                                             |                                                                             |                                                                             |                                                                             | 3                                                                           |
| 12   | Marcin Kurp                             | 8                                       | 32                                      |                                         |                                                                             |                                                                             |                                                                             |                                                                             |                                                                             |                                                                             | 3                                                                           |
| 13   | Paweł Biegun                            | 9                                       | 11                                      |                                         |                                                                             |                                                                             |                                                                             |                                                                             |                                                                             |                                                                             | 2                                                                           |
| 14   | Grzegorz Świątecki                      |                                         | 9                                       |                                         |                                                                             |                                                                             |                                                                             |                                                                             |                                                                             |                                                                             | 2                                                                           |
| 15   | Sławomir Strychalski                    | 10                                      | 31                                      |                                         |                                                                             |                                                                             |                                                                             |                                                                             |                                                                             |                                                                             | 1                                                                           |
|      | Klucz punktacji: 15-12-10-8-6-5-4-3-2-1 | Klucz punktacji: 15-12-10-8-6-5-4-3-2-1 | Klucz punktacji: 15-12-10-8-6-5-4-3-2-1 | Klucz punktacji: 15-12-10-8-6-5-4-3-2-1 | Oznaczenia: NU - nie ukończył, DK - dyskwalifikacja, NK - niesklasyfikowany | Oznaczenia: NU - nie ukończył, DK - dyskwalifikacja, NK - niesklasyfikowany | Oznaczenia: NU - nie ukończył, DK - dyskwalifikacja, NK - niesklasyfikowany | Oznaczenia: NU - nie ukończył, DK - dyskwalifikacja, NK - niesklasyfikowany | Oznaczenia: NU - nie ukończył, DK - dyskwalifikacja, NK - niesklasyfikowany | Oznaczenia: NU - nie ukończył, DK - dyskwalifikacja, NK - niesklasyfikowany | Oznaczenia: NU - nie ukończył, DK - dyskwalifikacja, NK - niesklasyfikowany |